# Tour of Chongming Island World Cup 2012
Cet article concerne l'épreuve de Coupe du monde. Pour la course par étapes, voir Tour de l'île de Chongming 2012.
La 3e édition de la Tour of Chongming Island World Cup (littéralement Coupe du monde du Tour de l'île de Chongming) a lieu le 13 mai 2012. C'est la cinquième épreuve de la Coupe du monde de cyclisme sur route féminine 2012. Elle est remportée par l'Américaine Shelley Olds.

## Équipes
| Équipes féminines professionnelles (12)- AA Drink-leontien.nl - Abus Nutrixxion - Axman team Taiwan - China Chongming-Giant - Faren-Honda - Forno d'Asolo Colavita - Hitec Products - MCipollini - Giambenini - Gauss - GreenEdge-AIS - Stichting Rabo Women - RusVelo - Scappa Speed Queens Équipes nationales (4)- Autriche - Corée du Sud - Hong Kong - Thaïlande |
| |

## Récit de la course
La météo est venteuse et pluvieuse. De nombreuses équipes souhaitent une arrivée au sprint et contrôlent la course. Le sprint est très serré entre Shelley Olds, Melissa Hoskins et Monia Baccaille. La première s'impose.

## Classements

### Classement final
| \| Classement général \| Classement général \| Classement général \| Classement général \| Classement général \| \| Coureuse \| Coureuse \| Pays \| Équipe \| Temps \| \| ------------------ \| ------------------ \| ------------------ \| --------------------------- \| ------------------ \| \| 1re \| Shelley Olds \| États-Unis \| AA Drink-Leontien.nl \| 3 h 11 min 51 s \| \| 2e \| Melissa Hoskins \| Australie \| GreenEdge-AIS \| + 0 s \| \| 3e \| Monia Baccaille \| Italie \| MCipollini-Giambenini-Gauss \| + 0 s \| \| 4e \| Chloe Hosking \| Australie \| Specialized-Lululemon \| + 0 s \| \| 5e \| Rochelle Gilmore \| Australie \| Faren-Honda \| + 0 s \| \| 6e \| Charlotte Becker \| Allemagne \| Specialized-Lululemon \| + 0 s \| \| 7e \| Liesbet De Vocht \| Belgique \| Stichting Rabo Women \| + 0 s \| \| 8e \| Lucy Martin \| Royaume-Uni \| AA Drink-Leontien.nl \| + 0 s \| \| 9e \| Lucinda Brand \| Pays-Bas \| AA Drink-Leontien.nl \| + 0 s \| \| 10e \| Marlen Jöhrend \| Allemagne \| Abus Nutrixxion \| + 0 s \| |                  |             |                             |                 |
| |                  |             |                             |                 |
| Source : Cycling Quotient |                  |             |                             |                 |
| Classement général |                  |             |                             |                 |
| Coureuse | Coureuse         | Pays        | Équipe                      | Temps           |
| 1re | Shelley Olds     | États-Unis  | AA Drink-Leontien.nl        | 3 h 11 min 51 s |
| 2e | Melissa Hoskins  | Australie   | GreenEdge-AIS               | + 0 s           |
| 3e | Monia Baccaille  | Italie      | MCipollini-Giambenini-Gauss | + 0 s           |
| 4e | Chloe Hosking    | Australie   | Specialized-Lululemon       | + 0 s           |
| 5e | Rochelle Gilmore | Australie   | Faren-Honda                 | + 0 s           |
| 6e | Charlotte Becker | Allemagne   | Specialized-Lululemon       | + 0 s           |
| 7e | Liesbet De Vocht | Belgique    | Stichting Rabo Women        | + 0 s           |
| 8e | Lucy Martin      | Royaume-Uni | AA Drink-Leontien.nl        | + 0 s           |
| 9e | Lucinda Brand    | Pays-Bas    | AA Drink-Leontien.nl        | + 0 s           |
| 10e | Marlen Jöhrend   | Allemagne   | Abus Nutrixxion             | + 0 s           |

### Points attribués
| Position           | 1er | 2e | 3e | 4e | 5e | 6e | 7e | 8e | 9e | 10e | 11e | 12e | 13e | 14e | 15e |
| Classement général | 100 | 70 | 40 | 30 | 25 | 20 | 15 | 10 | 9  | 8   | 7   | 6   | 5   | 4   | 3   |